# Ортис Торрес, Хорхе
Хорхе Эдуардо Ортис Торрес (исп. Jorge Eduardo Ortiz Torres; род. 23 января 2004, Ихуэлас, Вальпараисо) — чилийский футболист, полузащитник клуба «Универсидад Католика».

## Клубная карьера
Ортис — воспитанник клуба «Универсидад Католика». 9 апреля 2023 года в поединке Кубка Чили против «Колины» Хорхе дебютировал за основной состав. 23 апреля в матче против «О’Хиггинс» он дебютировал в чилийской Примере. 26 августа в поединке против «Ньюбленсе» Хорхе забил свой первый гол за «Универсидад Католика». 